# Корпус горных инженеров
Корпус горных инженеров (1834—1866) — военизированное ведомство Российской империи, отвечавшее за горное, монетное и соляное дело.

## История
1 января 1834 года (ПСЗ, № 6685) в составе Министерства финансов Российской империи был образован военизированный Корпус горных инженеров (КГИ) со штатным офицерским составом в 320 человек. Специальные наименования горных чинов заменялись военными. Министр финансов получил звание главноначальствующего этим корпусом, и при нём была учреждена должность начальника штаба Корпуса Горных инженеров.
Коренное преобразование Горного ведомства явилось прямым результатом крестьянской реформы. Непосредственно заведуя до 1861 года трудом значительной массы горнозаводского населения казённых заводов и будучи призвана к надзору за отношениями к рабочим частных заводоуправлений, являвшихся более или менее полными распорядителями труда своих крепостных, Горная администрация по необходимости должна была исполнять многие задачи общего государственного управления (полиция, суд, заведование школами, госпиталями и т. п.). С освобождением горнозаводского населения от обязательного труда начался процесс специализации Горного управления.
Главная функция KГИ — заведование «распорядительной и искусственной частями горного, монетного и соляного производств». Главные структурные подразделения: Горный Совет (председатель — министр финансов), ведавший общими вопросами развития горного дела и являвшийся совещательным органом при министре; Горный учёный комитет (председатель — директор Горного департамента), занимавшийся как теоретическими, так и практическими вопросами развития горного дела; Горный аудиториат (учреждён в 1837 году для рассмотрения военно-судных и следственных дел, относившихся к горному ведомству); Штаб КГИ, ведавший инспекторской, технической и учёной частями горного ведомства.
Горный совет был переименован в Совет Корпуса горных инженеров, Учёный комитет — в Учёный комитет Корпуса горных инженеров. Горный кадетский корпус (Горный институт) был преобразован в Институт Корпуса горных инженеров (ИКГИ) с соответствующими изменениями в содержании и методах подготовки горных инженеров, которые выпускались в службу в военных чинах.
В военные чины КГИ была переименована и часть горных чинов, находившихся в службе к моменту учреждения Корпуса горных инженеров. Так было создано руководящее профессиональное ядро горной отрасли.
В январе 1834 года была открыта Горная техническая школа при Петербургском практическом технологическом институте (готовила горных механиков и образованных мастеров для горных заводов), которая существовала до 1862 года. В 1839 году в состав технологического института вошла и медальерная школа c медальерным отделением при Петербургском монетном дворе.
B 1863 году Штаб KГИ и Горный аудиториат были упразднены, их функции переданы горному департаменту, а в 1866 году ИКГИ получил гражданскую организацию.
1 июня 1867 года (ПСЗ, № 44649) Корпус горных инженеров был упразднён (вслед за тем 2 августа того же года были ликвидированы и прочие военные корпуса гражданских ведомств). Горные инженеры получили право переименоваться в соответствующие гражданские чины или сохранять военные до производства в следующий чин.

## Состав корпуса и производство в чины
Корпус горных инженеров составляли горные генералы, штаб-офицеры и обер-офицеры. Горные инженеры вначале комплектовались из наличных «отличнейших» горных чиновников, кроме генералов, поступивших и из других родов службы, но впоследствии их состав следовало пополнять из одних воспитанников Горного Института. «Горные инженеры употребляются только в те должности, которые собственно принадлежат к распорядительной и искусственной части. Горные инженеры производятся единственно по удостоению, за отличную службу. Производство их и увольнение делается по представлениям Главноначальствующаго с высочайшего соизволения. Относительно суда и дисциплины они подлежат законам военным и особенно по горной части изданным.»
Ранее горные чиновники разделялись на генералов, штаб- и обер-офицеров (хотя формально военными не были). До 1834 года для отличия от чинов прочих гражданских ведомств они имели особые наименования чинов — горные чины.
После учреждения Корпуса горных инженеров производство в горные чины было прекращено. В горном ведомстве были введены военные чины. Переименование в военные чины коснулось далеко не всех служащих по горному (и монетному) ведомству, но горные инженеры, выпускники Института Корпуса горных инженеров, выпускались в службу с военным чином (в основном, поручиками — X класса).
B 1867 году, после преобразования КГИ в гражданское ведомство, горные инженеры получили право переименоваться в соответствующие гражданские чины или сохранять военные до производства в следующий чин.
Позднее звание «горный инженер» присваивалось всем выпускникам Горного института.

## Форма одеждыгорных инженеров
Впервые в России форменная одежда для чинов горных ведомств была установлена в 1760-е годы, когда особая форменная одежда была пожалована большинству сотрудников государственного аппарата империи.
Горный мундир (кафтан) изготовлялся из красного сукна, а детали отделки (воротник, обшлага, лацканы и т. д.) — из зелёного, пуговицы были из белого металла, а головным убором служила чёрная треугольная шляпа. Состоящие в ведении горного начальства войсковые части, приписанные к различным заводам, носили армейское обмундирование.
В 1804 году для горных чиновников вводятся мундиры нового образца — из синего сукна с чёрной отделкой и красными кантами. С 1834 г. горные инженеры, вошедшие в состав Корпуса горных инженеров, получают общеармейскую тёмно-зелёную форму с чёрной отделкой, светло-синими кантами. На пуговицах помещалась специальная эмблема — перекрещённые молоты. Служащие при Корпусе гражданские чиновники до середины 1850-х годов продолжали носить обмундирование прежней расцветки, но затем и они получили цвета, принятые у горных инженеров.